# 324年
| 千纪： | 1千纪                                                                                           |
| 世纪： | 3世纪 \| 4世纪 \| 5世纪                                                                         |
| 年代： | 290年代 \| 300年代 \| 310年代 \| 320年代 \| 330年代 \| 340年代 \| 350年代                       |
| 年份： | 319年 \| 320年 \| 321年 \| 322年 \| 323年 \| 324年 \| 325年 \| 326年 \| 327年 \| 328年 \| 329年 |
| 纪年： | 甲申年（猴年）；成汉玉衡十四年；前赵光初七年；东晋太宁二年；前凉建兴十二年；慕容部永昌三年      |

## 大事记
- 中國
  - 6月21日，前涼王張茂死，侄兒張駿繼立。
  - 王敦再次舉兵，及後戰敗，王敦之亂被平定。
  - 後趙司州刺史石生進攻前趙河南，自此開始前趙與後趙兩國之間的戰事，作為兩國邊界的河東和弘農兩郡之間淪為戰場。
- 羅馬帝國
  - 君士坦丁大帝擊潰李錫尼，成為羅馬帝國唯一統治者，宣佈基督教為羅馬帝國唯一的官方宗教，羅馬帝國復歸一統直到337年。

## 逝世
- 周札，東晉會稽太守。
- 6月21日－－張茂，前涼王。（277年出生，47岁）
- 郭璞－－東晉學者。（276年出生，48岁）
- 王敦－－東晉權臣。（266年出生，58岁）
- 王含－－東晉官員。
- 沈充－－江南士族義興沈氏領袖。
- 錢鳳－－王敦的謀士。